# Andrius Jokšas
Andrius Jokšas (Vilnius, 12 gennaio 1979) è un ex calciatore lituano, difensore.

## Caratteristiche tecniche
È un terzino destro.

## Palmarès

### Club

#### Competizioni nazionali
- Coppa d'Ucraina: 1

Tavrija: 2009-2010